# Wasting Away – Zombies sind auch nur Menschen
Wasting Away – Zombies sind auch nur Menschen (Originaltitel: Wasting Away) ist eine US-amerikanische Zombie-Horrorkomödie aus dem Jahr 2007. Die Horrorkomödie war bei Erscheinen einzigartig, da er zum ersten Mal einen großen Teil der Handlung aus der Sicht der Zombies darstellt. Die Szenen aus der Zombie-Perspektive, in denen sie sich selbst als ganz normale Menschen sehen, werden dabei in Farbe wiedergegeben. Dagegen gibt es gelegentlich Schwarzweiß-Sequenzen, die die Handlung aus der Sicht normaler Menschen darstellt. In Deutschland wurde der Film zum ersten Mal auf dem Fantasy Filmfest 2009 vorgestellt, in USA schon im Oktober 2007 im Rahmen des Screamfest Horror Film Festivals. Im deutschsprachigen Raum wurde der Film am 11. März 2010 auf DVD herausgebracht. in USA am 19. Oktober 2010 unter dem Titel Aaah! Zombies!! Die DVD-Version ist außerdem um 2 Minuten gekürzt worden.

## Handlung
Ein hochgefährliches Serum, das Menschen in Zombies verwandelt, ist das Resultat eines fehlgeschlagenen militärischen Experiments, mithilfe dessen Supersoldaten erschaffen werden sollten. Dieses gerät jedoch versehentlich in einer Bowlingbahn in Umlauf, welche auch Tims Arbeitsplatz ist, und infiziert die Freunde Mike, Vanessa, Tim und Cindy, als sie dort Eis essen. Sie sind sich dessen aber nicht bewusst und bemerken nicht, dass sie zu Zombies geworden sind, sondern wundern sich, warum andere Menschen nach einer Begegnung mit ihnen entweder die Flucht ergreifen oder gar versuchen, sie zu töten. Generell haben sie das Gefühl, dass alles um sie herum viel schneller geschieht als normal und sie nun stärker und unverwundbar geworden sind, selbst nachdem sie angeschossen worden waren. Die Freunde treffen schließlich auf Nick Steele, einem US-Army-Soldaten, der ebenfalls versehentlich infiziert worden war und sie nun über die Situation aufklärt. Zu dem Zeitpunkt denken sie noch, sie seien Supersoldaten und die anderen seien infiziert. Gemeinsam versuchen sie, der Wahrheit auf die Spur zu kommen und gewöhnen sich allmählich an ihre neue Situation. In der Zwischenzeit werden sie vom Militär verfolgt, das versucht, die Gefahr einzudämmen und den Vorfall unter den Tisch zu kehren. Nick Steele wird schließlich gefangen genommen und darüber aufgeklärt, dass sie die Zombies sind und nicht die anderen.
Die vier Freunde stranden bald in einer Bowlingbahn, wo sie zunächst dank dem Betrunkenheitsgrad der übrigen Anwesenden nicht weiter behelligt werden. Dann aber fallen sie doch als Zombies auf und es folgt ein Massaker. Nick ist in der Zwischenzeit entkommen und folgt ihnen in die Bowlingbahn, wo er die vier Freunde ebenfalls über die Umstände aufklärt. Statt zu resignieren, wie Nick es zunächst tut, reanimieren die vier Freunde ihre vorigen Opfer der Bowlingbahn, indem sie diese ebenfalls mithilfe der Eiscreme infizieren und motivieren sie zu ihrem neuen Zombie-Leben. Durch eine List entkommen sie zwar aus der mittlerweile errichteten Eindämmungszone, werden aber kurze Zeit später wiederentdeckt. Mike, der inzwischen nur noch aus seinem Kopf und einer Hand besteht, opfert sich, damit der Rest fliehen kann. Um die weitere Flucht zu erleichtern, will auch Nick sich opfern, wird jedoch gefangen genommen. Der Rest entkommt und führt ein unter diesen Umständen „normales“ Leben weiter.

## Rezeption
Die Kritiker waren sich weitgehend darüber einig, dass der Film zwar eine witzige neue Komponente ins Spiel bringt durch die Darstellung aus der Sicht der Zombies, dieser Bonus aber im Rest des Films teilweise verspielt wird durch zu flache Charaktere und Witze und die billige Machart.
Auf dem Screamfest 2007, wo der Film seine Premiere feierte, gewann er den Publikumspreis als bester Film.
Ebenfalls als bester Film wurde er 2009 ausgezeichnet auf dem Sitges Festival in der Kategorie Best Motion Picture MIDNIGHT X-TREME.